# Stopplaats Zwanenspreng
Stopplaats Zwanenspreng (telegrafische code: zns) was een stopplaats aan de spoorlijn Dieren - Apeldoorn, destijds aangelegd en geëxploiteerd door de Koninglijke Nederlandsche Locaalspoorweg-Maatschappij (KNLS). De stopplaats lag ten zuidoosten van de stad Apeldoorn in het sprengengebied. Aan de spoorlijn werd de stopplaats voorafgegaan door station Beekbergen en gevolgd door station Apeldoorn. Stopplaats Zwanenspreng werd geopend op 2 juli 1887 en gesloten op 1 augustus 1950.
Op 10 juni 1914 ontspoorde een trein met zes wagons nabij Stopplaats Zwanenspreng. Er vielen enkel gewonden met daarnaast veel materiële schade.